# 夢を繋いで
「夢を繋いで」（ゆめをつないで）は、WEAVERの楽曲。同バンドの8作目の配信限定シングルとして、2013年12月18日にA-Sketchからリリースされた。

## 概要
前作『偽善者の声』以来約1年ぶりのリリースとなる。
TBS駅伝テーマソングに起用されており、期間限定で配信リリースされていた。
2014年5月4日リリースの4thシングル『こっちを向いてよ』にカップリングとして収録されている。